# Jevgeni Ossinovski
Jevgeni Ossinovski (Kohtla-Järve, 15 marzo 1986) è un politico estone di origini russe, Sindaco di Tallinn dal 14 aprile 2024.

## Biografia
È nato il 15 marzo 1986 a Kohtla-Järve come primogenito di due figli da Oleg Ossinovski, imprenditore di origini russe emigrato dal Kazakistan, e Irina, di origini estoni. Ha compiuto gli studi primari ad Aseri, Tapa e Tallinn, diplomandosi nel 2004 con una medaglia d'argento, e si è laureato con lode nel 2007 in filosofia presso l'Università di Tartu con una tesi di laurea su Friedrich Nietzsche. Ha proseguito gli studi conseguendo nel 2009 un master in filosofia presso l'Università di Warwick e nel 2010 un master in scienze politiche presso la London School of Economics and Political Science.

### Carriera politica
Nel 2011 ha aderito al Partito Socialdemocratico, candidandosi nelle liste del partito alle elezioni parlamentari del 2011 nella circoscrizione elettorale n° 7, corrispondente alla contea di Ida-Virumaa, e risultando eletto al Riigikogu, divenendo il più giovane membro della XII legislatura. Successivamente si è presentato alle elezioni locali del 2013 per il consiglio comunale di Narva e alle elezioni per il Parlamento europeo del 2014, arrivando al terzo posto sulla lista dei socialdemocratici dietro a Marju Lauristin ed Ivari Padar.
Nel 2014 è stato nominato Ministro dell'istruzione e della ricerca nel primo governo di Taavi Rõivas, passando poi nel 2015 alla carica di Ministro della salute e del lavoro e rimanendo in carica anche nel primo governo di Jüri Ratas fino al 2018. Come Ministro della salute e del lavoro ha inasprito le politiche nazionali sul controllo del consumo di alcol, venendo tuttavia criticato per il forte aumento dei prezzi derivato dall'innalzamento delle accise e dall'aumento del commercio con la Lettonia, tanto da venir nominato "nemico dei contribuenti" dall'Unione dei contribuenti estone.